# 점액포자충류
점액포자충류(粘液胞子蟲類) 또는 점액포자동물(粘液胞子動物)은 수중 환경에서 사는 기생물의 일종이다. 약 1300여 종이 분포하고 있다.

## 주요 종
점액포자동물(myxozoa)에 포함되는 주요 종은 다음과 같다:
- 연포자충강 (Malacosporea)
  - 연포자충목 (Malacovalvulida)
    - Buddenbrockia plumatellae
    - Tetracapsuloides bryosalmonae - 주로 연어에 기생.
- 점액포자충강 (Myxosporea)
  - 쌍각포자충목 (Bivalvulida)
    - Myxobolus cerebralis - 주로 연어와 송어에 기생.

  - 다각포자충목 (Multivalvulida)